# Epicephala colymbetella
Espèce
Epicephala colymbetella est une espèce australienne de lépidoptères (papillons) de la famille des Gracillariidae.

## Description
Epicephala spinula, espèce des îles Marquises, fut confondue pendant des décennies avec Epicephala colymbetella.

## Répartition
Epicephala colymbetella est présente en Nouvelle-Galles du Sud et dans le Queensland.

## Écologie
La chenille mange la plante Glochidion ferdinandi, elle se nourrit dans les capsules des graines.

## Source de la traduction
- (en) Cet article est partiellement ou en totalité issu de l’article de Wikipédia en anglais intitulé « Epicephala colymbetella » (voir la liste des auteurs).